# Седов, Иван Васильевич
Иван Васильевич Седо́в (1923—1943) — командир взвода 2-й стрелковой роты 130-го гвардейского стрелкового полка 44-й гвардейской стрелковой дивизии 6-го гвардейского стрелкового корпуса 1-й гвардейской армии Юго-Западного фронта, гвардии младший лейтенант. Герой Советского Союза.

## Биография
Родился 26 декабря 1923 года в селе Конновка (ныне Барышского района Ульяновской области) в семье крестьянина. Русский.
Окончил 7 классов и школу ФЗУ. Работал в колхозе, затем на электромеханическом заводе в городе Куйбышев (ныне Самара).
В Красной Армии и действующей армии в период Великой Отечественной войны — с 1942 года. Окончил курсы младших лейтенантов и был отправлен на фронт.
Командир взвода 130-го гвардейского стрелкового полка комсомолец гвардии младший лейтенант Иван Седов с группой из 13 бойцов 15 января 1943 года с боем захватили 3 дома на окраине железнодорожного посёлка Донской (ныне Красновка, Тарасовский район Ростовской области) и отразили несколько атак превосходящих сил противника. Воины продолжали сражаться в подожжённых немцами строениях. Погиб в этом бою.
Похоронен в братской могиле на станции Красновка.
Указом Президиума Верховного Совета СССР «О присвоении звания Героя Советского Союза начальствующему и рядовому составу Красной Армии» от 31 марта 1943 года за «образцовое выполнение боевых заданий командования на фронте борьбы с немецкими захватчиками и проявленные при этом отвагу и геройство» Ивану Васильевичу Седову посмертно было присвоено звание Героя Советского Союза. Награждён посмертно орденом Ленина.

## Память

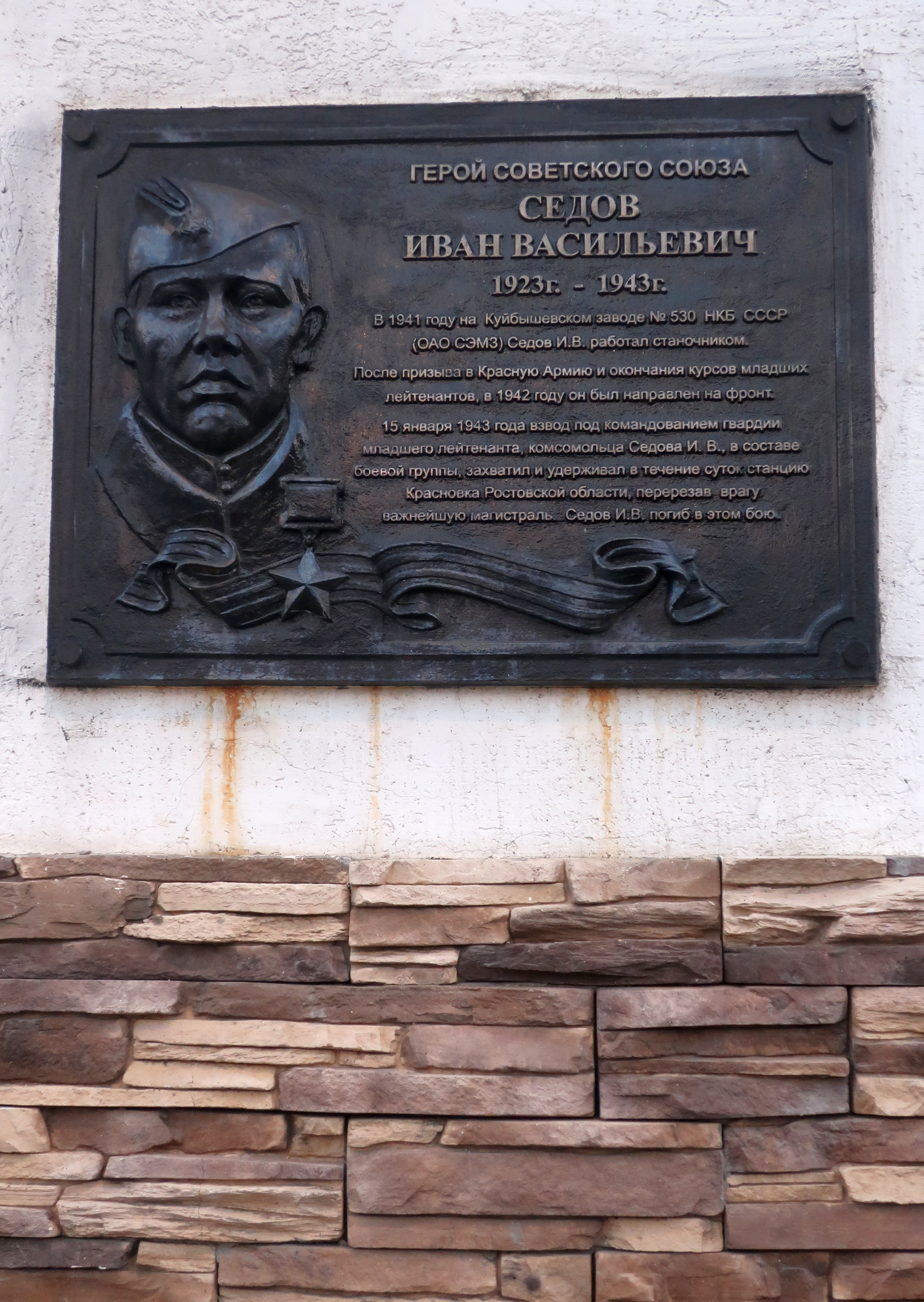
Мемориальная доска памяти И. В. Седова на здании Самарского электромеханического завода, где он работал

- У перрона станции Красновка установлен памятник 13-ти Героям.
- В Москве в Центральном музее Вооруженных Сил оборудован стенд «Тринадцать Героев Красновки»[2].
- В Барышской школе № 3 создан музей имени И. В. Седова. Его имя носила пионерская дружина этой школы.
- В г. Барыш есть микрорайон имени И. В. Седова[3].
- 22 июня 1965 года в селе Конновка Барышского района был открыт памятник Герою[4].
- На здании Самарского электромеханического завода (ул. Степана Разина, 16) в память о И. В. Седове установлена мемориальная доска[5].